# 智恵子大橋
智恵子大橋（ちえこおおはし）は、福島県二本松市の阿武隈川に架かる道路橋である。

## 概要
- 全長…158.0m
- 幅員…9.0m[1]
- 構造…3径間連続鋼箱桁橋
- 竣工…1992年（平成4年）10月[2]

二本松市中心部の東側を流れる一級河川阿武隈川に架かり、二本松市を南北に貫く安達広域農道の橋である。二本松市が管理する市道橋であり、市道智恵子大橋幹線として指定されている。北詰は市内上川崎、南詰は市内長下に位置する。橋梁は車道2車線で、上流側に歩道が設置されている。橋名は、当橋梁の開通当時の自治体である安達郡安達町出身の洋画家、高村智恵子からとられた。橋上からは、高村光太郎の詩集『智恵子抄』にもたびたび登場する安達太良山が阿武隈川の流れの向こう側にそびえる眺望に優れ、たもとには駐車場も備えられている。親柱は、乳首山とも形容される安達太良山の山容と阿武隈の流れをかたどったデザインが黒御影石に形作られ、上部には高村智恵子が晩年に製作していたことで有名な折り鶴をかたどった金属製のオブジェが設置されている。
かつてはほぼ同じ場所に川之端粟舟の渡し場があり、現在は親水公園になっている。

## 隣の橋
（上流）- 安達ヶ橋 - 東北新幹線第5阿武隈川橋梁 - 智恵子大橋 - 新舟橋 - 新飯野橋（下流）